# Sant’Angelo dei Lombardi
Sant’Angelo dei Lombardi község (comune) Olaszország Campania régiójában, Avellino megyében.

## Fekvése
A megye keleti részén fekszik. Határai: Guardia Lombardi, Lioni, Morra De Sanctis, Nusco, Rocca San Felice, Torella dei Lombardi és Villamaina. Fredane folyó völgye mentén húzódó dombok egyikére épült.

## Története
Eredete a 10. századra vezethető vissza, amikor a vidéken megtelepedtek a longobárdok. Később a szaracénok fosztogatásainak vált rendszeres célpontjává, majd a normannok érkezésével, a 12. század óta a Szicíliai majd a Nápolyi Királyság része.  A következő századokban nemesi birtok volt. A 19. században nyerte el önállóságát, amikor a Nápolyi Királyságban felszámolták a feudalizmust.

## Népessége
A népesség számának alakulása:

## Főbb látnivalói
- a 12. században épült San Guglielmo al Goleto bencés apátság Dél-Olaszország egyik legnagyobb hasonló jellegű épületegyüttese
- a 12. században épült vár
- a 11. századi katedrális, amelyet a 16. században reneszánsz stílusban újjáépítették